# Cultura romano-británica

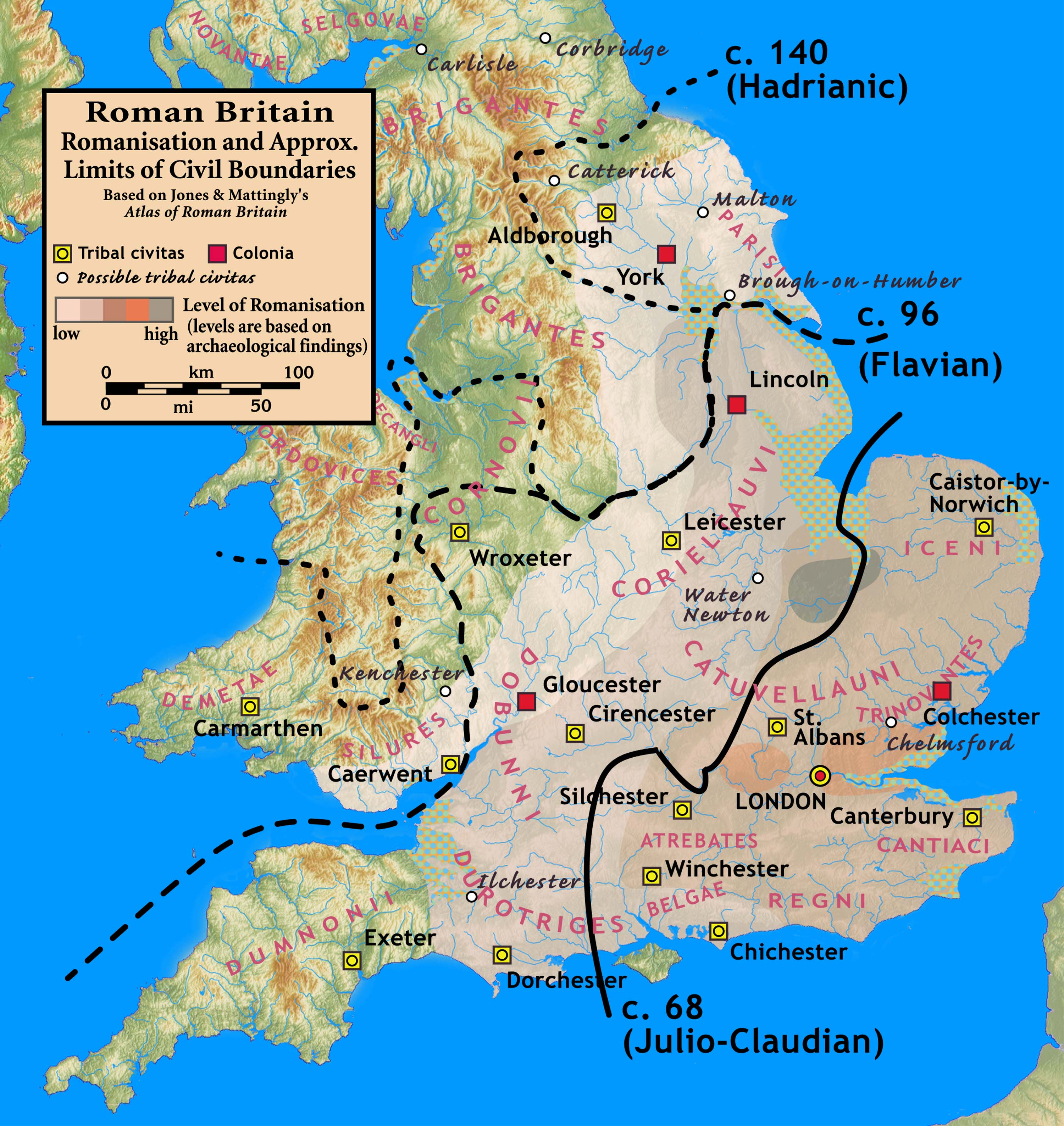
Mapa de la cultura romano británica.

La cultura romano británica es la cultura de los britanos romanizados por el Imperio romano y posteriormente el Imperio romano de Occidente, y de aquellos expuestos a la cultura romana en los años posteriores a la partida de los romanos.
Estudiosos como el historiador Christopher Snyder creen que durante los siglos V y VI -aproximadamente desde el 410, cuando se retiraron las legiones romanas, hasta el 597, cuando llegó San Agustín de Canterbury- el sur de Gran Bretaña conservó una activa cultura subromana que sobrevivió a los ataques de los anglosajones e incluso utilizaban un latín vernáculo a la hora de escribir.

## Llegada de los romanos
Los romano-británicos inicialmente eran un grupo diverso de pueblos celtas, de habla mayoritariamente británica, que vivían y generalmente peleaban entre sí, que se unieron cuando las tropas romanas comandadas por el emperador Claudio invadieron Britania en 43.
 
Habiendo sido vencidos y conquistados, las distintas tribus fueron asimiladas en el Imperio romano como la provincia de Britania. Miles de oficiales y hombres de negocios romanos llegaron a Britania para asentarse acompañados por sus familias. Tropas romanas de todos los puntos del Imperio incluyendo Hispania, el Norte de África y Egipto fueron desplazadas hacia pueblos romanos, tomando esposas bretonas y aportando una diversidad de culturas y religiones a Britania, permaneciendo su base celta aunque con un estilo de vida romano.
Durante algunos años Britania fue también independiente del resto del Imperio romano, primero como parte del Imperio Galo, y un par de décadas después bajo los usurpadores Carausio y Alecto.
El cristianismo llegó a Britania en el siglo III y una de las primeras figuras fue San Albano, que fue martirizado cerca del pueblo romano de Verulamium, donde hoy se alza St Albans, según la tradición este hecho ocurrió durante el reinado del emperador Decio.

## Ciudadanía romana
Un elemento importante utilizado por los romanos para influir sobre la vida britana fue el otorgamiento de la ciudadanía romana . Inicialmente esto se realizaba en forma muy selectiva: a los miembros del consejo de ciertas clases de pueblos, a los cuales los usos romanos hacían ciudadanos; a los veteranos, tanto legionarios o soldados de unidades auxiliares; y a ciertos nativos cuyos patrones se la conseguían. Algunos de los reyes celtas locales, como Togidubno, recibieron la ciudadanía romana de esta manera. Sin embargo, el número de ciudadanos se incrementó progresivamente a lo largo de los años, a medida que la gente heredaba su ciudadanía y se ofrecían nuevas ciudadanías. Con el tiempo, prácticamente toda la población no esclava ni de origen liberto adquirió la ciudadanía bajo la Constitutio Antoniniana de 212.
Los otros habitantes de Britannia, que no disfrutaban de la ciudadanía, los peregrini, continuaron viviendo bajo sus leyes ancestrales. Las principales dificultades eran que estas personas no podían:
- poseer tierras de titularidad latina,
- servir como legionarios en el ejército, aunque podrían servir en las unidades auxiliares, y llegar a ser ciudadano romano como compensación.
- en general, heredar de un ciudadano romano.

Aunque para la mayoría de habitantes britanos, que eran campesinos ligados a la tierra, la ciudadanía no alteraba de forma drástica su vida cotidiana.

## La retirada romana
Britania llegó a ser una de las provincias más leales al imperio hasta su declive, cuando el poder romano empezó a declinar por las guerras civiles, lo cual llevó al emperador Honorio a ordenar el repliegue de las tropas romanas hacia la metrópoli para ayudar a combatir a las fuerzas invasoras que acechaban Roma.
Tras la retirada de Roma de Britania, los romano-británicos se vieron obligados a luchar por sí mismos. Estaban divididos políticamente, y hubo autoproclamaciones de régulos que luchaban entre sí y que hicieron que Gran Bretaña estuviera expuesta a invasiones desde el exterior.
Los saqueos por parte de los pictos del norte y de los escoceses de Irlanda los forzaron a buscar ayuda de tribus germánicas paganas de anglos, sajones, y jutos, quienes se asentaron en Bretaña. Sin embargo, las tribus germánicas comenzaron a desplazar a sus anfitriones, empujando a la cultura romano-británica durante los seis siglos siguientes, hacia los confines al oeste de la isla en Gales, Devon, Somerset, Dorset y Cornualles y hacia el norte a Strathclyde, Rheged y Elmet. Algunos de los romano-británicos puede que hayan migrado hacia Bretaña y posiblemente Irlanda.